# Ulvekvint
 Der er for få eller ingen kildehenvisninger i denne artikel, hvilket er et problem. Du kan hjælpe ved at angive troværdige kilder til de påstande, som fremføres i artiklen.

Indenfor musikken er ulvekvinten en type kvint i en bestemt stemning.
I den pythagoræiske stemning (måde at stemme på) går man ud fra, at alle kvinter skal have det rene frekvensforhold 3/2 = 1,5. Går man 12 kvinter op ad et klaver fra en bestemt tone, lander man på den samme tone 7 oktaver over. På vores klaverer ser det umiddelbart ud til at passe, det gør det bare ikke.
Fordi de rationale tal der beskriver intervallerne kan faktoriseres i primtal opløftet til heltalspotenser (eller negative værdier af disse), er denne faktorisering entydig — dvs. man kan ikke afspejle den samme tone ud fra 2 forskellige rene intervaller.
Regnestykket bliver som følgende:
(3/2)^12/2^7 = 531441/524288
Dette rationale tal er kendt som det pythagoræiske komma.
Selvom man i den pythagoræiske stemning ønsker at alle kvinter skal være rene, er dette imidlertid utopi. Enten kan man vælge at sprede fejlen som ligger i det pythagoræiske komma udover alle kvinter, som vi gør i dag i den ligesvævende stemning, eller man kan vælge, så at sige, at "feje alt skidtet op i hjørnet". Ulvekvinten er denne møgbunke.
Hvor alle pythagoræiske kvinter, undtagen ulvekvinten, har frekvensforholdet 3/2, så er ulvekvinten netop ét pythagoræisk komma mindre end dette, for at korrigere fejlen, hvilket giver det ekstremt dissonante frekvensforhold:
(3/2)/(531441/52488)= 1,4798196